# Lázaro Morga Lacalle
Lázaro Morga Lacalle (Matute, La Rioja, España, 17 de octubre de 1913 - Asunción, Paraguay, 23 de abril de 2010) fue un empresario paraguayo de origen español conocido en Paraguay por ser el fundador de la tienda departamental más famosa de Paraguay denominada La Riojana S.A, convirtiéndose en un referente de su ramo a nivel nacional y su prestigio trascendió fronteras. En su época de mayor esplendor llegó a tener hasta 900 empleados. En la actualidad dirige la empresa su hija Raquel Morga.

## Comienzos
Morga Lacalle nació en Matute, La Rioja, España en 1913. Tras probar fortuna en la Europa afectada por la Crisis del 29, con tan solo 16 años, sin la compañía de un adulto y sin dinero, se embarcó rumbo a Sudamérica buscando mejores condiciones de vida. La primera ciudad donde desembarcó fue Buenos Aires, pero su destino final sería Asunción Paraguay.

## Vida en Paraguay
La primera ciudad donde se afincó fue Itá de Paraguay, donde trabajó con unos familiares en un molino de arroz. Algunos datos biográficos hablan de que allí vivió con su hermana, antes de mudarse a Asunción, donde contrajo matrimonio con Mercedes Jiménez, con quien tuvo dos hijos: Jorge Lázaro Morga y María Raquel Del Pilar Morga. Su hijo mayor, Jorge Morga, habría muerto muchos años después, en el año 2007 víctima de suicidio, en la ciudad de San Bernardino. Sus nietos Jorge Lázaro Morga Arza, Javier Morga Arza, Paola Morga Arza, María Mercedes Gabriela Morga Ynsfran , Carolina Morga Ynsfran, Leticia Montero Morga Adriana Montero Morga y Marcela Montero Morga

El Informe 14/07 de la Policía Nacional revela detalles del suceso. En él, Gilda Graciela Saldívar de Morga, esposa del occiso, refiere que a las 08:00 ambos desayunaron en uno de los balcones de la casa y, momentos después, ella se dirigió al estar para atender una llamada telefónica. En ese instante pudo observar que su marido, empuñando en la mano derecha un revólver, sin decir palabra alguna, efectuó un disparo con la misma a la altura de su sien derecha, cayéndose desvanecido al suelo.
Diario UltimaHora Sumido en la depresión, Morga se suicidó frente a su esposa

## Inicio como empresario
Después de contraer nupcias con Mercedes Jiménez, y formar su familia, Lázaro Morga decide dejar Itá después de 20 años y se traslada a la famosa calle Avenida Silvio Pettirossi en Asunción, donde le ofrecen un pequeño local en régimen de alquiler. Pero el empresario prefirió ubicarse más hacia el centro y entabló negocios con un famoso y polémico comerciante apellidado Zuccolillo, que era propietario de la ferretería Nueva Americana en el barrio Mariscal Estigarribia (Asunción).
En la nueva ubicación y al enterarse de que al lado de la ferretería de Zuccolillo había un local vacío, decide montar una pequeña mercería, la que sería su primera tienda en Asunción, donde el trato humano y personalizado hacia los clientes conseguiría que el negocio prosperara, sobre todo por los cambios económicos que hubo con la dictadura de Alfredo Stroessner y la cantera de clientes que consiguió entre la clase media y acomodada de la época.

## Los años 60
En la década de los 60 consiguió un programa de abastecimiento de uniformes para todos los empleados estatales del gobierno de Alfredo Stroessner, creando un sistema de crédito para sus empleados que beneficiaria en pagos aplazados las compras que los empleados públicos hicieran en La riojana. Ante el auge y prosperidad de la empresa, Lázaro Morga comienza a contratar más empleados ya que con sus hijos y su esposa no tenía suficiente como para sustentar el aumento de la demanda.

## Los años 70
Lázaro Morga entendió que la moda era un negocio y comenzó a importar ropa más barata de Argentina y Brasil, ya que las telas hechas en Paraguay tenían un coste elevado. En la década de los 70 coincidió el Tratado de Itaipú que enriqueció a muchos trabajadores volviéndolos consumistas en lo que se denominó el Boom de Itaipú

## Los años 80
En la década de los 80 Paraguay gozaba de un momento de prosperidad, el Banco Mundial y el Banco Central de Paraguay había registrado un crecimiento récord del 12%. La riojana tenía ya 400 empleados en el año 1984, y poca competencia en su sector, ya que otras empresas tuvieron que cerrar al no poder competir con la calidad y los precios de las tiendas de Lázaro Morga.
La apertura de una nueva tienda denominada Unicentro fue el inicio del declive de las tiendas de La riojana al no poder competir con una moda más económica y enfocada a la clase más humilde.

## Cierre definitivo
Finalmente tras más de 50 años de su apertura, la empresa cierra  definitivamente el 19 de diciembre de 2013, estando al frente de la misma la hija Raquel Morga.